# 경혈
경혈(일본어: 経穴, 중국어: 腧穴, 영어: acupuncture point)은 중의학, 한의학, 일본한방의학, 경락학, 무협 소설의 개념으로, 신체 표면의 특정 부위에 지압, 침, 뜸으로 자극을 주는 것으로 컨디션의 조정, 여러 증상의 완화를 도모할 수 있다고 하는 것이다. 혈도(穴道)라고도 부른다.

## 같이 보기
- 경락
- 침술